# Riadh El Feth
Riadh El Feth est un centre commercial et culturel de la commune d'El Madania à Alger. Il est situé à l'est de Diar el Mahçoul, au nord du plateau des Annaseurs, au sud de Belouizdad et à l'ouest des du quartier des Fusillés. Riadh El Feth est construit au-dessus du ravin de la femme sauvage et au centre du Bois des arcades.

## Histoire
La construction de Riadh El Feth est lancée en 1982, inauguré en 1985 par le président Chadli Bendjedid pour l'organisation de la première Fête de l'Indépendance et de la jeunesse. Véritable attraction des années 1980, il est l'un des espaces les plus branchés d'Alger.

## Caractéristiques
Riadh El Feth est construit sur cinq niveaux, composé de concessions couvrant différentes activités commerciales et de services. Il abrite des espaces culturels, la salle Ibn Zeydoun, le cercle Frantz Fanon, le Théâtre pour enfants, le centre Audiovisuel et l'espace Agora.

## Accès
Le site est desservi par le téléphérique du Mémorial depuis le Jardin d'essai du Hamma. 